# Asklepios Klinik Nord
| Heidberg |

| Ochsenzoll |

| Wandsbek |

| Heidberg |

| Ochsenzoll |

| Wandsbek |

Die Asklepios Klinik Nord ist ein Krankenhaus mit Standorten in Heidberg und Ochsenzoll im Hamburger Stadtteil Langenhorn sowie einer Außenstelle in Wandsbek. Das Krankenhaus ist akademisches Lehrkrankenhaus der Universität Hamburg und gehört zur Asklepios Kliniken Hamburg GmbH.
Die Klinik entstand im Jahr 1998 durch den Zusammenschluss der bis dahin eigenständigen Allgemeinen Krankenhäuser Ochsenzoll und Heidberg des damaligen Landesbetriebs Krankenhäuser (LBK), der seit 2006 zur bundesweit agierenden Gruppe Asklepios Kliniken gehört. Seit 1. März 2011 besteht ein dritter Standort auf dem Gelände der Asklepios Klinik Wandsbek.
Die Asklepios Klinik Nord im Hamburger Norden versorgt in 28 medizinischen Fachabteilungen über 72.000 Patienten jährlich. Die Klinik hat 3.000 Mitarbeiter.

## Standort Ochsenzoll

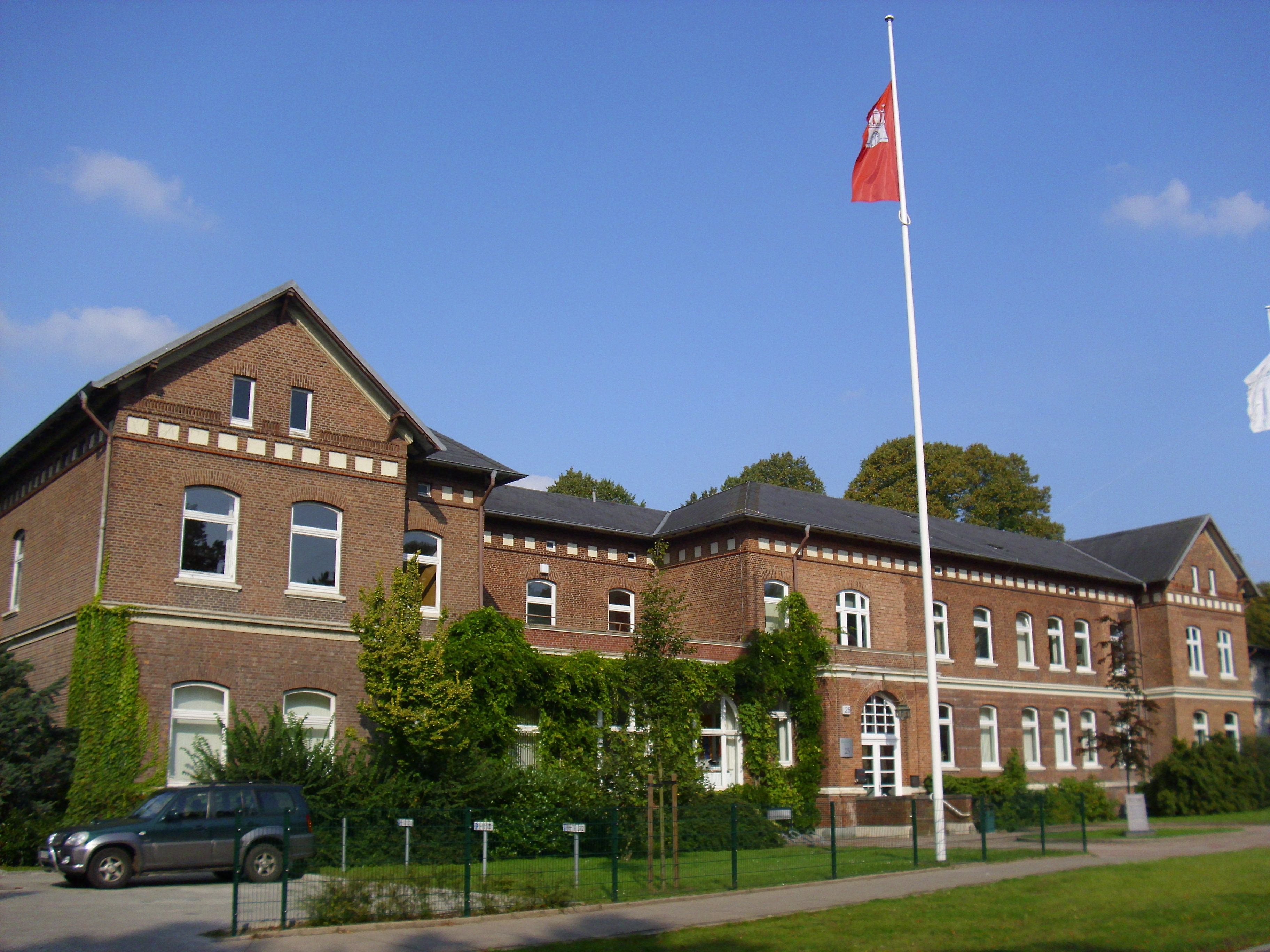
Verwaltungsgebäude der Asklepios Klinik Ochsenzoll

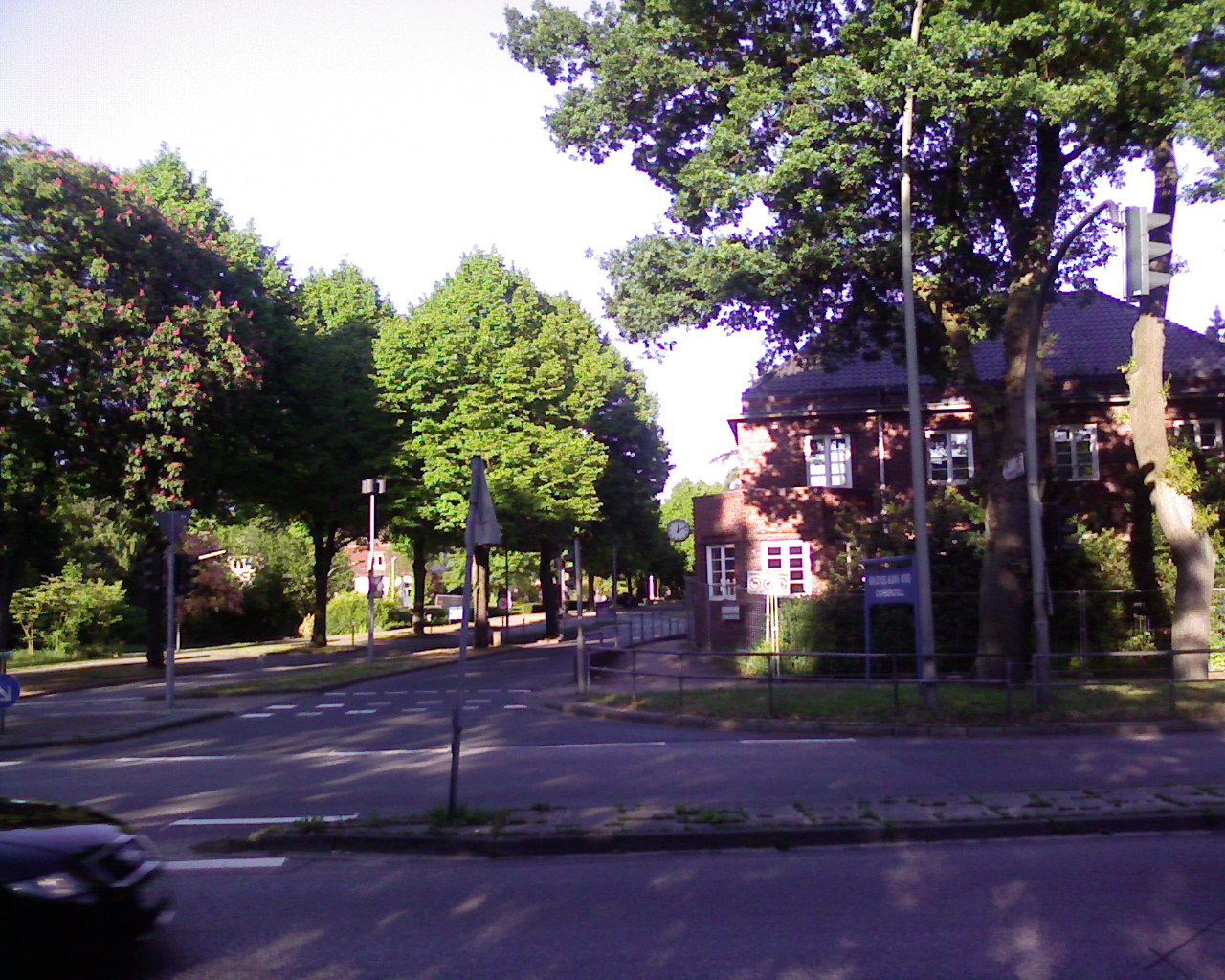
Ehemaliger westlicher Eingang der Asklepios Klinik Ochsenzoll

- Lage Ochsenzoll: 53° 40′ 20″ N, 10° 0′ 26,3″ O

### Geschichte
Der Standort Ochsenzoll wurde 1892 als Filiale und Landwirtschaftliche Kolonie für Geisteskranke der damaligen Irrenanstalt Friedrichsberg (heute Schön Klinik Eilbek) auf einer ab 1802 von Förster und Waldvogt Johann Ludewig Engelhard Brinckmann angelegten und später vergrößerten Tannenkoppel gegründet. Das Gelände sollte bei Gründung einen bewusst dörflichen Charakter erhalten. Dazu wurden auf den insgesamt 130 Hektar Waldgebiet kreisförmig Straßen angelegt, an denen kleinere Ziegelsteingebäude lagen. Am 1. Oktober 1898 wurde die Kolonie selbständig und nannte sich ab 1905 Irrenanstalt Langenhorn. Da die Anlage ca. 15 km vom Hamburger Stadtzentrum entfernt war, konnte sie nicht ans Hamburger Wassernetz angeschlossen werden, sondern erhielt ein bis heute genutztes eigenes Wasserversorgungssystem, dessen 1913 gebauter Wasserturm zusammen mit einigen anderen älteren Gebäuden heute unter Denkmalschutz steht. 2013 verkaufte die Asklepios Kliniken Hamburg GmbH 106.000 m² des parkähnlichen Geländes an die Patrizia AG mit zum Teil denkmalgeschützten Gebäuden und dem Wasserturm darauf.
In der Zeit des Nationalsozialismus wurden ab 1940 von der „Heil- und Pflegeanstalt“, die in der Zeit unter anderem als Sammelstelle diente, 4097 zwangssterilisierte Patienten mit psychischen Erkrankungen und geistigen Behinderungen im Rahmen des nationalsozialistischen Euthanasieprogramms in Tötungs- und Verwahranstalten deportiert. 3755 von ihnen, darunter viele jüdische Frauen und Männer, fanden dabei den Tod. Bei medizinischen Versuchen im Rahmen der Kinder-Euthanasie in der „Kinderfachabteilung“ der Anstalt unter Friedrich Knigge wurden mindestens 23 Kinder getötet.
Vor Haus 25 (Walter-Behrmann-Haus), dem Verwaltungsgebäude an der Henny-Schütz-Allee, befindet sich ein Euthanasie-Gedenkort, an dem eine Gedenktafel, drei Gedenkstelen und 25 Stolpersteine an die Kinder und andere Euthanasieopfer erinnern. Am ehemaligen Eingang Langenhorner Chaussee 560, Ecke Henny-Schütz-Allee liegen beim ehemaligen Pförtnerhaus ebenfalls drei Stolpersteine. Vor dem Eingang von Haus 5 erinnert eine Gedenktafel an John Rittmeister. Die Skulpturen und Gedenktafeln auf dem Krankenhausgelände wurden in der Liste von Kunstwerken und Denkmälern in Hamburg-Langenhorn erfasst, wie auch die nicht mehr vorhandenen.
Überregionale Bekanntheit erlangte die Klinik unter anderem durch die hochspezialisierten Teilkliniken wie die forensische Abteilung der Psychiatrie, die unter anderem über einen Hochsicherheitstrakt verfügt, in dem auch einige bekannte Serienmörder wie Fritz Honka und der „Heidemörder“ Thomas Holst oder der Säure-Attentäter Hans-Joachim Bohlmann untergebracht waren oder sind, sowie die Klinik für Persönlichkeits- und Traumafolgestörungen, deren Chefarzt Birger Dulz als ein Pionier der Behandlung von Borderline-Störungen in Deutschland gilt.
Ärztlicher Direktor und Chefarzt der Asklepios Klinik Nord – Ochsenzoll, I. und III. Klinik für Psychiatrie und Psychotherapie, ist seit 2006 Claas-Hinrich Lammers.

### Fachabteilungen
- Klinik für Affektive Erkrankungen
- Klinik für Persönlichkeits- und Traumafolgestörungen
- Klinik für Akutpsychiatrie und Psychosen
- Klinik für Abhängigkeitserkrankungen
- Klinik für Gerontopsychiatrie und Zentrum für Ältere
- Klinik für forensische Psychiatrie
- Psychiatrisch-Psychotherapeutisches Ambulanzzentrum

## Standort Heidberg

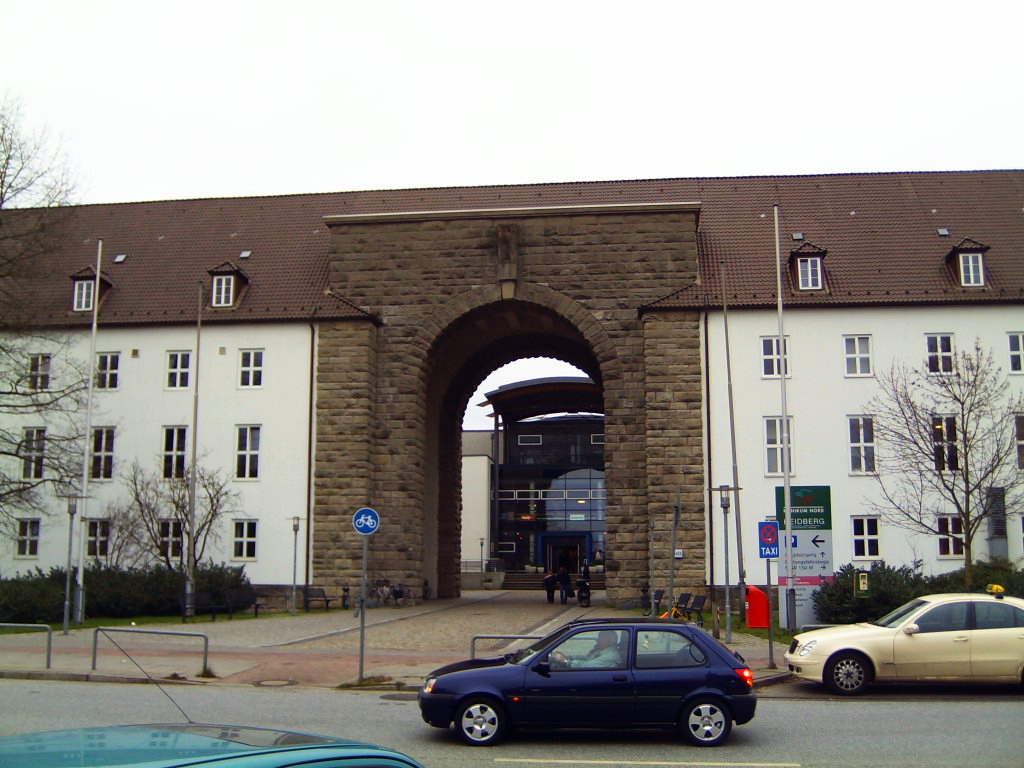
Haupteingang am Standort Heidberg (Langenhorn)

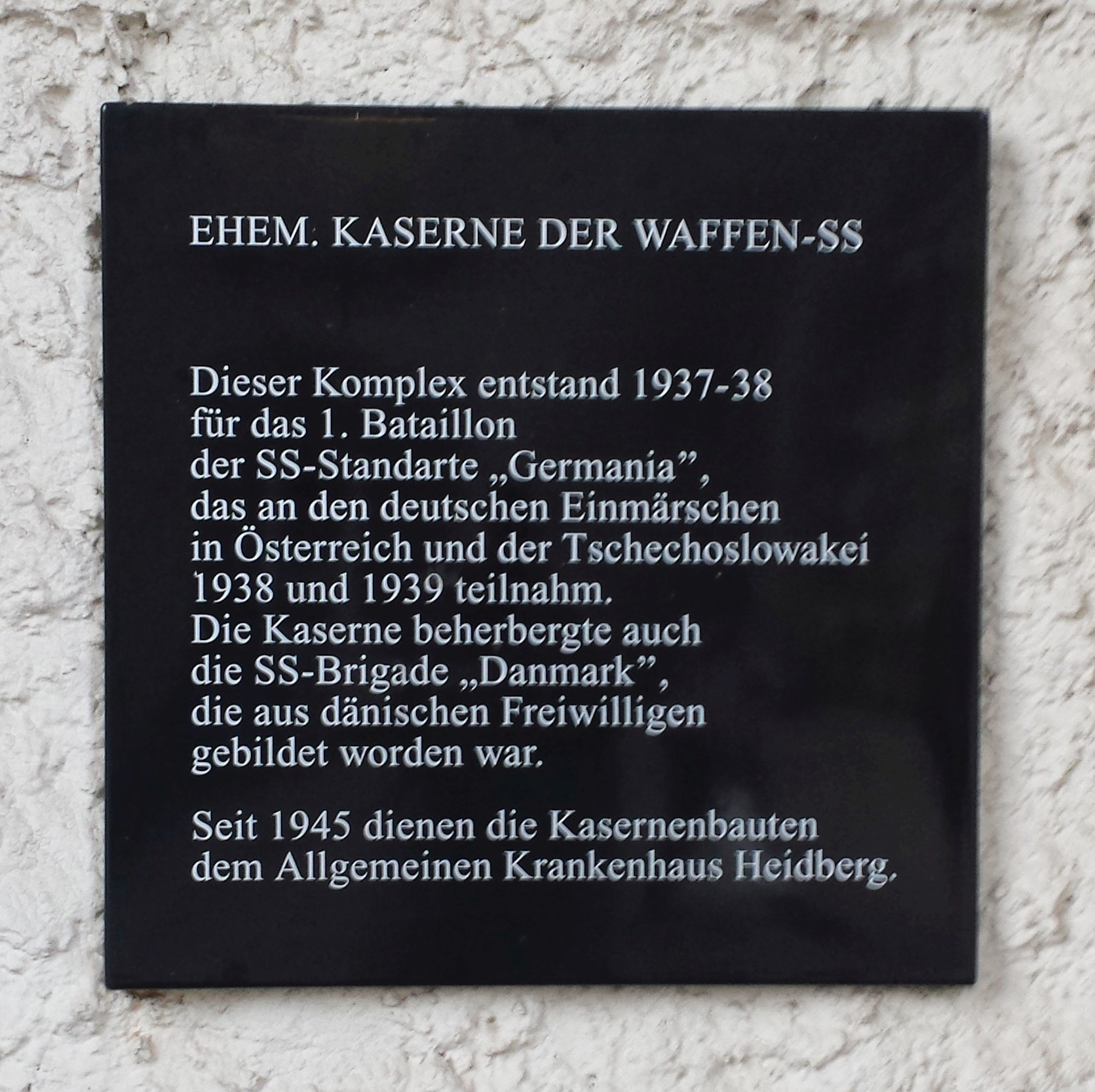
Gedenktafel an die SS-Kaserne im Heidberg-Krankenhaus

- Lage Heidberg: 53° 40′ 28,7″ N, 10° 1′ 45,3″ O

### Geschichte
Das Krankenhaus Heidberg befindet sich zu einem großen Teil in den sanierten Gebäuden der von 1937 bis 1938 erbauten Kaserne der Waffen-SS in Langenhorn. Seit 1945 wird die ehemalige Kaserne als Krankenhaus genutzt; heute sind hier die Kliniken mit somatisch-medizinischer Ausrichtung ansässig.

### Fachabteilungen
- Anästhesie und Intensivmedizin
- Augenheilkunde
- Chirurgie

- Gefäßchirurgie

- Unfall- und orthopädische Chirurgie

- Handchirurgie
- Kindertraumatologie

- Wirbelsäulenchirurgie
- Radiologie
- Geburtshilfe und Perinatalzentrum
- Gynäkologie und Brustzentrum
- Hals-Nasen-Ohrenheilkunde
- Innere Medizin
- Kardiologie und Herzkatheter
- Kinderheilkunde und Kinder-Intensivmedizin
- Kinderchirurgie
- Laboratoriumsmedizin und Krankenhaushygiene (MEDILYS)
- Medizinische Geriatrie
- Mund-, Kiefer- und Gesichtschirurgie (mit zahnärztlicher Abteilung)
- Naturheilverfahren, physikalische und rehabilitative Medizin
- Neurochirurgie
- Neurologie
- Pathologie und Neuropathologie
- Zentrale Notaufnahme (ZNA)

## Standort Wandsbek
- Lage Wandsbek: 53° 34′ 10,9″ N, 10° 5′ 18,4″ O

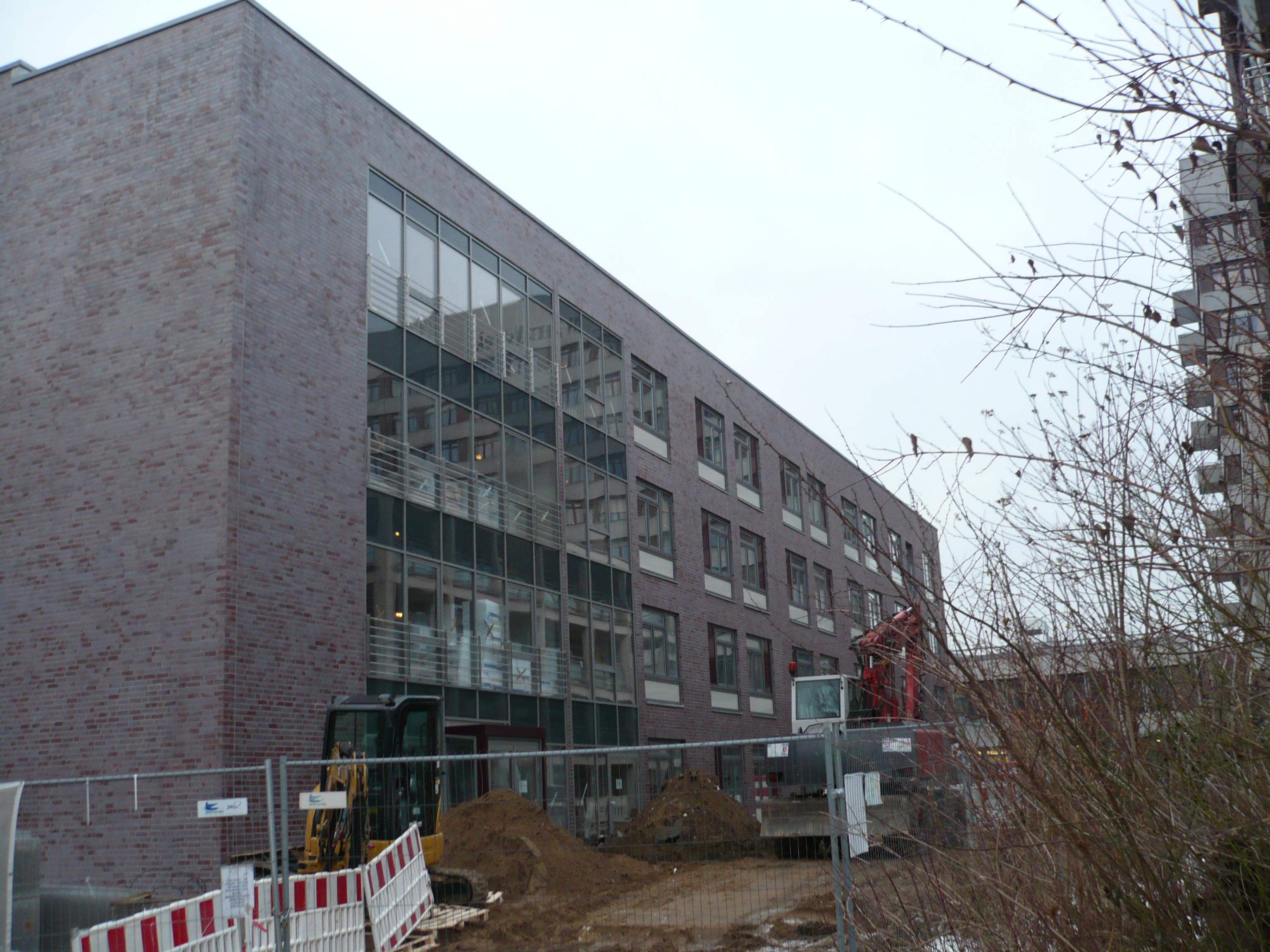
Neubau des Standortes Wandsbek im Januar 2011

Der Außenstandort der Psychiatrie auf dem Gelände der Asklepios Klinik Wandsbek wurde 2011 gegründet.

### Fachabteilungen Wandsbek
- W1 – Kriseninterventionsstation
- W2 – Psychosen
- W3 – Traumafolgestörungen, Persönlichkeitsstörungen, qualifizierte Entgiftung
- W4 – psychische Erkrankungen im höheren Lebensalter
- W5 – Depressionen (akute und chronische) und Angsterkrankungen
- Psychiatrische Tagesklinik Wandsbek
- W6 – Kriseninterventionsstation
- W7 – Trauma und Persönlichkeitsstörungen
- W8 – Affektive Störungen
- PIA – Psychiatrische Institutsambulanz Wandsbek
- Tagesklinik Wandsbek